# 税務調査官・窓際太郎の事件簿
『税務調査官・窓際太郎の事件簿』（ぜいむちょうさかん まどぎわたろうのじけんぼ）は、1998年から2020年までTBS系で放送されていたテレビドラマシリーズ。主演は小林稔侍。
放送枠は「月曜ドラマスペシャル」（第1作 - 第6作）、「月曜ミステリー劇場」（第7作 - 第13作）、「月曜ゴールデン」（第14作 - 第29作）、「月曜名作劇場」（第30作 - 第34作）。
また、第35作がBS-TBS開局20周年記念ドラマとして放送。

## ストーリー
世田谷南税務署にて勤務している窓辺太郎（まどべ たろう、通称：窓際〈まどぎわ〉）は、かつて東京国税局の凄腕エリート税務官だった。
しかし、政権与党に属するある政治家の汚職脱税事件に関わったことで部下を謀殺され、政治家の罪を問えぬままにその責を負う形で現在の職場に左遷される。そして、その一件は国税局に大きな傷として残ってしまった。
心に深い傷を負った窓辺は、左遷先の税務署にて税金に悩む弱い人々に「正しい税金」を教える「気のいい税務署のおじさん」として平和な日々を送っていた。しかし、「税は騙してでも過剰に取り立てるもの」と公言してはばからない現上司である島崎春男は、そんな窓際を苦々しく思い、常に名前どおりの「窓際族」に追い落とそうと画策する。
一方、元上司である森村真一郎は、その腕を惜しみ公式に調査できない案件を依頼。窓辺は森村を通し「研修」の名目で各地の税務署に赴任、案件調査に乗り出す。森村より依頼された調査は、そのほとんどが「政治とカネ」にまつわるもの。窓辺はそれを通して仇敵である政治家に、そして彼ら黒い政治家たちを陰で操る政権与党の黒幕に肉薄していく。

## 登場人物

### 世田谷南税務署
窓辺太郎（まどべ たろう）
演 - 小林稔侍（11歳：小清水一揮〈第14作〉 / 小学生：中村文哉〈第24作〉）
経歴：東京国税局査察部査察課長（第1作）
→ 世田谷南税務署個人課税第一部門 兼 影（陰）の調査官（第1作 - 第35作）
主人公。独身。中央大学出身（第9作で森村部長が中央大学法学部卒の梶田浩一と窓辺が同じ大学の同窓であると語っている）。元東京国税局査察課長の敏腕マルサであるが、任務中に部下の真田誠二を死なせてしまったため、その責任を自ら採る形で大左遷を受け、現在は世田谷南税務署の冴えないヒラ署員である（東京国税局からは「戻ってきてほしい」と希望されている）。家族は家に母・トメと従弟・矢田秋男がいる。
事件解決のために踏み込みをする際には、それまでの茶系スーツやしわのあるコートから、黒系スーツの出で立ちとなり、東京国税局の発行する「国税査察官証」と「収税官吏証」の2つの国税身分証明書を提示する。実の身分は現役マルサ。
国税身分証明書には昭和26年8月4日生まれと記されている。血液型はB型（第12作の自身のセリフより）。
毎度のように研修先で極秘任務を秘密にし、身分を偽ることを兼ねて半分本気で「かーちゃーん!!」と母を恋しがっているようにもしており、行った先の相手に必ず一度は「マドギワ（さん、くん）」と呼ばれてバカにされる（特に研修先の統括官からは「その年で研修？」と毎度冷やかされている）が、最終的には能力と正体を見抜かれ、積極的に太郎本来の任務への協力も惜しまなくなって、尊敬や感謝されるのがお約束（ラストにはそういうことを書いた手紙や連絡を貰っている）となっている。作中ではほぼ毎回、資産運用に悩む一般庶民に適切なアドバイスをし、緊急時や、関係者が窮地に陥った場合に、車を使わずに自分の脚で走って向かうシーンがある（第32作では西野明日香の手を繋いで、共に走って警察から逃れている）。また結構な女好きで美人に目がなく、夢の中で登場人物の一人とキスを交わしそうになったりしたこともある。
普段ののんびりしておどけた動作と口調に似合わず武道にも精通し、犯人グループの妨害に対しては相手の証拠が見つからない場合（一方的にやられる）はともかく、尻尾を掴んで敵地に乗り込んだ際には、力づくでねじ伏せることも辞さない。そしてそれまでの丁寧口調から一変、弁解やとぼけて逃げようとする黒幕に対し、べらんめえ調を混ぜた威圧口上で「御託はそこまでにするんだな」、「（私利私欲で関係者を不幸にしたことに）何が日本のためだ！」、「（お前のような奴に）政治を語る資格なんかあるもんか！」と喉元を締めあげるのがクライマックス（第6作目以降）のパターン。
第25作においては、民自党の代議士・大矢栄一役の中田博久と対決する。
島崎春男（しまざき はるお）
演 - 渡辺いっけい
個人課税第一部門 統括官。太郎より年下だが上司に当たる。ストーリーには絡まず、冬美と共に冒頭やエンディングに登場してはコメディリリーフの役割を担う。毎度、掛かってくる電話に森村査察部長と知らずにタメ口で話し、太郎に泣きつく。
太郎と顔を合わせるたびに「マドギワ」と呼んで見下し、窓際リストラ計画を画策しているが、太郎自身が秘密にしていることもあり、その正体には気づかなかった。
いつも太郎をいびっているが、太郎からは時折「お前」「アンタ」と呼ばれており逆に手痛いツッコミを受けることもある。また太郎が極秘任務から戻ったことでそれを無断欠勤ネタにしてリストラしようとしても、はぐらかされるなど、逆に振り回されることも多い。しかし第30作では木島華子に「彼のお陰で世田谷南税務署の悪口を言う人はいない」と言っていて、太郎のことを完全に認めていないわけではない。後期では登場するたびに数々の災難に見舞われており、片腕を骨折したり、冬美が資料をなくした責任を取らされて減俸をくらったりもした（減俸については「部下の責任は上司の責任」と庇って署長相手に言ったことが原因でもある）。
一方で家庭では妻の美佐子（第5作の電話の中のみの登場）に尻に敷かれている。自分が死んだ後で母の面倒を見てくれるかと妻に聞いたことがあるが「そんな義務はない」と返された上に、一方的に話を打ち切られるなどかなり悲惨な扱いを受けている。第5作では息子が生まれ、その息子の名前は「太郎」（第20作に登場）と命名された。その時、候補名に「拓也」があり、太郎が同じ名前だったために慌ててそちらに変えようとしたものの、時既に遅く、妻が役所に出生名届けをした後だった。
第17作では夫婦で宮崎のペンションを経営している弟・英二が登場。休暇と偽らせた島崎から太郎を押し付けられるが、池端幼稚園の事件で太郎の活躍と能力を他のメインゲスト同様に認め、太郎の実力に気づかない兄を小馬鹿にしていた。
北島冬美（きたじま ふゆみ）
演 - 小林千晴（第13作 - 第35作）
経歴：城南税務署
→ 世田谷南税務署個人課税第一部門 副統括官（第13作 - 第35作）
太郎の同僚税務署員（通称・冬美ちゃん）。以前は、城南税務署に勤めていた。家族は姉・瑞穂。上司の島崎と共に冒頭やエンディングに登場してはコメディリリーフの役割を担う。
第16作では島崎の命を受け、太郎を監視するために研修先に現れたことがある（彼女自身も研修生という扱い）。しかし、そこの統括官に気に入られてセクハラまがいのことをされ続け、結局太郎の尻尾を掴むことはできなかった。島崎と同様に森村査察部長に対しタメ口で「あんたは誰？」と話し島崎に代わるシーンがある。
島崎と結託し、窓際リストラ計画を画策中。しかし説明不足で相手を怒らせてしまったり、大事な資料をなくしてしまったりなど彼女自身も決して有能とは言えない。困っていると太郎が助けてくれるので、彼の味方につくこともよくある。
演じる小林千晴はレギュラー出演以前の第7作にゲスト出演している。また、主演の小林稔侍の娘である。

### 東京国税局
椿薫（つばき かおる）
演 - 麻生祐未（第1作 - 第11作・第13作 - 第35作）
経歴：伊東税務署法人課税第二部門（第1作）
→ 東京国税局査察部査察課（第2作 - 第35作）
森村真一郎の姪。資格取得マニア。かなり特徴的なしゃべりであるが、時々突然まともにしゃべることもある。
第1作で伊東税務署の上司の命令で太郎と行動を共にし、調査を通じて太郎の人柄と査察官としての腕に惚れ込み第1作終盤に上京した。
毎度必要以上に「すいません!」と謝り倒している。
緊張してしまう性分のため、いつもオドオドしている（ハンカチが手放せない）。
早とちりしやすい性格も災いし、毎回さまざまな勘違いを起こしてパニックになっている。
毎回太郎の事件解決の手助けをするのがパターンで、その際は過剰に「窓辺さぁーん!」と叫んでいる。
太郎に好意を寄せているが、未だに想いを伝えられていない。
第12作ではアメリカに研修に行っているため登場しなかった。
真田誠二（さなだ せいじ）
演 - 中谷彰宏（第1作 - 第3作・第9作〈回想〉）
太郎の東京国税局査察部時代の部下。家族は妻・頼子と娘・祥子。
第1作開始の5年前、窓辺は小山田高明の女秘書から情報を得るはずだったが、真田が代わりに接触したことで悲劇が起こる。女秘書中井牧子と共に車中で排気ガスによる心中に見せかけて殺害され、しかもそれが不倫の果てに起こったことというデマを吹聴されてしまった（第1作）。
窓辺は「本来なら私が行くはずだった」「私が女秘書と会っていれば真田は死なずに済んだ」と強い責任を感じており、東京国税局を去っている。しかし、真田の死の真相をいつか必ず究明して見せると小山田に言い放った。
川崎輝明
演 - 佐原健二（第1作・第6作）
局長。
飯野浩二
演 - 藤野晃（第6作）
査察部員。
橘美樹（たちばな みき）
演 - 大谷允保（第12作）
徴収部徴収官。東京大学の卒業生。アメリカ研修中の椿に代わって太郎をサポートする。
赤倉賢吾
演 - 佐戸井けん太（第13作）
査察部長。森村の後任。窓辺の元部下。
横田博司（よこた ひろし）
演 - ベンガル（第18作・第20作）
局長。森村の上司。
斉藤武雄
演 - 長谷川純（第27作）
査察官。森村の部下。家族は妻・裕美子。自宅に帰る途中に拉致され殺害される。
酒井初男
演 - 近藤芳正（第28作・第30作 - 第34作）
局長。森村の上司。森村ほどではないが、太郎の実力と能力は買っている。森村と比べて、やや組織の安泰と保身を優先する傾向があるが、太郎に諭されたり、森村に背後から押されて動くようにもなる。第31作では息子が居ることが判り、一時は事件の真相を伏せようとするものの、太郎に「子供の手本となる大人であることが大切」とハッパをかけられる。
木島華子
演 - 内山理名（第30作）
経歴：東京国税局 特別監督官
→ 鹿児島中央税務署
「窓辺太郎を探れ」という酒井からの命（表向きは税金の徴収率が悪いことから業務監督のため）を受けて、世田谷南税務署にやって来る。初めは太郎を軽く見ていたが、彼の人柄や仕事ぶりを見て認識を改め、以後は敬意をもって接する。物語の中盤、自身が調査していた民自党の代議士・殿山一郎の部下による襲撃から太郎をかばって負傷するも回復。退院後は鹿児島中央税務署に左遷という形で異動。エピローグでは太郎に、鹿児島での生活はとても充実しているという内容の手紙を送っている。

### 財務省
森村真一郎（もりむら しんいちろう）
演 - 北村総一朗
経歴：東京国税局 査察部長（第1作 - 第28作）
→ 財務省主税局特別調査室 参与（第29作 - 第35作）
太郎の元上司。財務省キャリア。京都大学出身（第10作）。家族は娘・聡子と孫・美穂。
第13作では民自党の幹事長・鳥越啓介の別荘を監視するため京都の病院に入院した。今でも太郎を「影の調査官」として使っているが、1作・2作・3作・第6作・8作・9作・10作・12作・13作・18作・20作などでは摘発対象相手の妨害によって、椿と一緒に窮地に陥ることもあった。第28作では事件の黒幕である厚生労働省事務次官・姫川祥吾の不正を暴こうとするが、その裏には現職の内閣総理大臣・阿武隈晋介が潜んでいた。そのため様々な圧力や脅迫を受けるが全て振り切り、道連れ覚悟で姫川を太郎に摘発させ、自身は内閣を敵に回した責任を取るべく辞表を提出。国税局を去った。しかし逮捕された姫川が全てを話したことで総理は辞任。捨て身の覚悟が巨悪を引き摺り下ろした。第29作では財務省主税局特別調査室参与となっており、引き続き登場する。
引退後も太郎の調査のために国税局に働きかける役割を持つが、トメと意気投合して秋男に説教したりという具合にコミカル面も増えている。

### 世田谷南税務署関係者の親族
窓辺トメ（まどべ トメ）
演 - 野村昭子（第1作 - 第4作・第7作・第24作 - 第31作・第33作 - 第35作）
太郎の母親。度々家を空ける。
しばらく田舎に引っ込んでいたが、今は戻ってきている。森村の指令による秘密捜査に便乗（トメ本人は太郎の任務内容については知らない）する形で太郎に同行することも。
窓辺家の建物は自分所有だが土地は借地（第30作）。第31作では引退した森村を家に招いて、森村とは話の合う仲となった。
喜助
演 - 坂下光一郎（第5作）
島崎春男の義父。
矢田秋男（やだ あきお）
演 - 出川哲朗（第11作 - 第35作）
太郎の従弟（トメの年の離れた弟の子）。元々は役場に勤めていたが「役者になりたい」という夢を捨てられず、今の仕事をやめて第11作で窓辺家に押しかけてきた。以降は勝手に居候し、とある劇団に所属するも売れない舞台俳優生活を送っているので太郎に生活費をねだる始末である。太郎を「兄ちゃん」と呼び慕っている。薫に惚れ込んでおり、かなり積極的に迫り例の如く怯えられている。
一応家事は得意な様子。
矢田夏子（やだ なつこ）
演 - 高畑淳子（第15作・第20作・第25作）
秋男の母。太郎と同い年だが、叔母にあたる。
おせっかいな性格で声が大きい。
北島瑞穂
演 - 中島ひろ子（第15作）
北島冬美の姉。旅館「村上館」女将。
島崎英二
演 - 西川忠志（第17作）
島崎春男の弟。ペンション「フローラル島崎」経営者。
島崎律子
演 - 宮地雅子（第17作）
島崎英二の妻。
島崎夢乃
演 - 尾崎心泉（第17作）
島崎英二と律子の娘。
島崎孝太郎
演 - 斎藤拳匠（第17作）
島崎英二と律子の息子。夢乃の弟。
島崎太郎
演 - 高橋晃（第20作）
島崎春男の息子。

### 東京国税局関係者の親族
真田祥子
演 - 今井ちひろ（第1作 - 第3作）
真田誠二と頼子の娘。
真田頼子
演 - かとうかずこ（第1作 - 第3作）
真田誠二の妻。
斉藤裕美子
演 - 原田佳奈（第27作）（15年前：池田英〈第27作〉）
斉藤武雄の妻。妊婦。武雄が殺害され子供を産むため北海道由仁町の実家に帰省する。
高橋光男
演 - 田村亮（第27作）
斉藤裕美子の父。北海道由仁町の高橋動物病院の獣医。15年前、雪江の死を看取れなかった。それ以後、裕美子とうまくいっていない。
高橋雪江
演 - 天野智子（第27作）
斉藤裕美子の母。光男の妻。15年前末期癌で死亡。
森村聡子
演 - 吉田直子（第28作）
森村真一郎の娘。
森村美穂
演 - 岩崎未来（第28作）
森村真一郎の孫。聡子の娘。

### 小山田と秘書
小山田高明
演 - 高田純次（第1作 - 第4作・第9作〈回想〉・第20作〈特別出演〉）
太郎の部下の真田誠二を死に追いやった張本人で、兵庫出身の政権与党・民自党の大物衆議院議員。民自党総務会長で政界のドンが率いる民自党の最大派閥に所属していた（第20作）。臨海開発公団と癒着していると噂がある。
第1作 - 第3作は、真田の死の真相と、民自党議員の汚職に迫る太郎の前に立ちはだかり、様々な妨害や圧力を加えてきたものの、太郎に裏帳簿という証拠を握られ、ついに膝を突く。後ろ盾に助けを請うも見捨てられ（だが、太郎に「もう逃げられませんね」と言われた際、「まだ道はある」と語っていたことから逃げ道は考えていた模様）、告訴されるのが決定的になった時、「政治家は大きくなるにつれてカネが必要になる」と嘯いていた。
その後、「政界のドン」から「ああ見えて小心者」と評され、地検の取り調べには耐えられないだろうとして完全に見限られる。そして連行中、多くのマスコミたちの前で刺客によってナイフで刺され、苦しみながら倒れた。生死不明のまま退場したが、第20作で車椅子に乗って癌が全身に転移している状態で再登場。かつての冷酷さと悪辣さは無くなり、残り少ない余命を沖縄で過ごす中、民自党沖縄支部の助力となっていたが、与那嶺清造による汚職の捜査に太郎が乗り出した時、「民自党は、私があなたに昔言った『政治家は大きくなるにつれてカネが必要になる』というのを錦の御旗にしてしまった。民自党の垢に塗れると、カネだけで政策も哲学も語れなくなった」と太郎に漏らし、与那嶺を追い落とし、自ら政治家としてのけじめを付けるため、太郎に与那嶺関連の資料を提供する。
資料を提供した際、太郎には「あなたの生き方は、沖縄のこの澄んだ海と一緒だ。私もそんな政治家になりたかった」という想いを無念そうに語っていた。
相馬忠雄
演 - 高杉亘（第1作 - 第4作・第9作・第20作〈回想〉）
小山田の秘書。
中井牧子
演 - 渡邉香織（第1作 - 第3作）
小山田の私設秘書。小山田の関係者に、真田誠二と車中で排気ガスによる心中偽装に見せかけ殺害される（第1作）。

### ゲスト
第1作 - 第20作 / 第21作 - 第35作

#### 第1作 - 第20作（1998年 - 2010年）
第1作「脱税のトリックすべて暴きます 元マルサの男が挑む伊豆不倫連続殺人事件」（1998年）
- 寿司屋 - 桜金造
- 川窪敏夫（川窪クリーンサービス 社長） - 藤田宗久
- 警視庁刑事 - 松井範雄
- 高橋（伊東税務署 統括官） - 光石研
- 健治（川窪クリーンサービス 社員・元ヤクザ） - 竹下宏太郎
- 大塚ゆう子（大塚の娘・健治の恋人） - 北原一咲
- ガードマン - 上基夫
- 川窪クリーンサービス 事務員 - 森えいみ
- 金田（南伊東警察署 刑事） - 河野洋一郎
- 斉藤（南伊東警察署 刑事） - 菊池均也
- 下口（ミツミ建設 社長） - 有賀泰三
- （　 　〃　　社員） -  牧村泉三郎
- 魚屋 - 佐渡稔、瀬戸陽一郎
- 磯川晴彦（臨海開発公団 静岡支部長） - 津村鷹志
- 大塚和雄（大塚自動車工場 社長） - 三角八朗
- 警察署長（真田の遺体が発見された場所の所轄） - 杉義一
- ホームレス - 田口主将
- 三村祐介（タウン誌「山奈町観光情報」編集長・市民グループのリーダー） - 小林克也

第2作「冬の金沢殺人事件・節税の裏ワザ教えます！5年前の脱税疑惑の嘘を暴け」（1999年）
- 村上理恵（金沢東税務署 署員） - 松本麻希
- 斉藤（金沢北警察署 刑事） - 丸岡奨詞
- 川崎（金沢東税務署 統括官） - 信実一徳
- 神城道夫（民自党所属の石川県金沢市市長・小山田の息がかかった男） - 児玉謙次
- 郷田茂雄（俊之の父） - 田村元治
- 香川敏夫（加賀日報社会部 記者） - 野添義弘
- 香川恵美子（香川の妻） - 長田江身子
- 太田（神城の秘書） - 奈良坂篤
- 掃除婦 - 川俣しのぶ
- 田丸健治（田丸建設 社長） - 中根徹
- 喫茶ユートピアのマスター - BOB藤原
- 米田義一郎（世田谷南税務署を訪れた相談者） - 奥村公延
- 金山伸吾（加賀日報社会部 編集長） - 山崎大輔

第3作「正しい遺言相続教えます！ついに太郎が政界にメスを入れるため神戸へ」（1999年）
- 加藤伸子（神戸北税務署 署員・川田の親戚） - いしのようこ
- 曽根忠志（神戸地検特別捜査本部 捜査二課） - 宮川一朗太
- 本木（神戸北税務署 統括官） - 石丸謙二郎
- 中井浪江（呉服屋の女将・夫が入院） - 今井和子
- 中村修造（民自党兵庫県議会議員） - 重松収
- 神戸南警察署 刑事 - 市原清彦
- 大阪国税局兵庫支部 支部長 - 森下哲夫
- 高山不動産 事務員 - 杉野なつ美
- 高山雄一（高山不動産 社長） - 飯田道郎
- 川田浩二（中村の私設秘書） - 川口丈文
- 中井健二（浪江の次男） - 仲本工事
- 中井裕一（浪江の長男） - 高木ブー
- 老人（政界のドン・小山田が所属する民自党最大派閥を動かしている黒幕） - 鈴木清順

第4作「相続税が安くなる方法教えます 資産家殺しの狙いは膨大な遺産!?」（2000年）
- 樋口直美（広島城東税務署 統括官） - 南野陽子
- 若林勝美（輸入食品会社社長・達夫の次男・養子） - 高橋克実
- 田村光子（達夫の秘書） - 山下容莉枝
- 樋口英二（広島県警港南警察署 刑事・直美の元夫） - 相島一之
- 並木（達夫の釣り仲間） - 二瓶鮫一
- 若林義雄（達夫の長男） - 武野以佐夫（青年期：檀臣幸）
- 広島県警港南警察署 刑事 - 宮下敬夫
- マンション管理人 - 小柳友貴美
- 樋口哲也（樋口と直美の息子） - 岡部雄平
- 義雄と勝美の叔父 - 伊藤幸純
- 若林達夫（若林酒造 会長） - 歌澤寅右衛門
- 若林米子（達夫の妻） - 池田道枝
- 大山（建設会社社長） - 山西道広
- 文子（お好み焼「もり」主人・直美の母） - 石井トミコ
- 三田（世田谷南税務署を訪れた相談者） - 藤村俊二

第5作「孫の貯金を使うと贈与税が掛かる？函館で起きた警察署経理課長の不審な自殺！お見合いをした太郎が国税局に大反乱を起こした」（2000年）
- 村井美紀子（窓辺太郎のお見合い相手） - 林寛子
- 依田夏美（函館東警察署 警察官・哲治の娘・椿薫の友人） - 青田典子
- 増山昭夫（城北産業 社長・函館東警察署 元署長） - 村松克己
- 桃井一郎（函館東警察署 刑事） - 鶴田忍
- 佐々木繁（函館国税局 査察課長・島崎春男の先輩） - 河西健司
- 依田哲治（函館東警察署 経理課長） - 宗近晴見
- 桜田幸宏（函館国税局査察課 職員） - 井之上隆志
- 折井守（折井法律事務所 弁護士・元函館地検検事正） - 大林丈史
- 山田恵子（山田の妻） - 有田麻里
- 石井敏夫（函館中央税務署 統括官） - 山田幸伸
- 川崎剛（ニコニコローン 社長） - 吉満涼太
- 千葉（ニコニコローン 社員） - 飛田敦史
- 山田健一（山田と恵子の息子） - 伊東貴明
- 西尾三郎（函館東警察署 刑事） - 飯田基祐
- 山田恒夫（勝伸製作所 社長） - 伊東四朗（友情出演）

第6作「元部下だった査察官が大阪で殺された！警察も捜査しない闇事件の裏に何がある？私腹を肥やす政治家の悪事を暴け！」（2001年）
- 野原茂雄（大阪西税務署 署員） - 清水圭
- 矢野妙子（矢野の妻） - 五十嵐いづみ
- 矢野忠雄（大阪国税局 査察部員・窓辺太郎と森村真一郎の元部下） - 池田政典
- 永井和雄（佐川祐介大阪事務所 事務局長） - でんでん
- 南田達夫（大阪国税局 査察部員） - 阿南健治
- 矢野冬美（矢野と妙子の娘） - 垣内彩未
- 小池淳二（オヤジ狩りメンバー・矢野を刺殺） - 松田悟志
- 田村和雄（オヤジ狩りメンバー）
- 高野耕一（オヤジ狩りメンバー）
- 10年前の経理 - 下村彰宏
- 刑事 - 永島和明
- 「三井アーバンホテル大阪」フロント - 磯部公彦
- 梶川郁夫（永井の部下） - 西凛太朗
- 下山泰雄（大阪西税務署 統括官） - 松浦隆
- 平井（大東バネ製作所 社長） - チャーリー浜
- 堀内（堀内靴商店 社長） - 石井光三
- 横川昌治（アクアクレジット会長）
- 加賀賢三（佐川の第一秘書） - 安尾正人
- 佐川祐介（大阪出身の民自党の大物衆議院議員・日本自然環境保全財団を操る黒幕） - 黒部進
- あのお方（佐川祐介の背後にいる政界のドン）
- 神坂昭一（大阪国税局 査察部長） - 田山涼成

第7作「徳島県鳴門温泉―太郎&母トメの珍道中…が一転、連続殺人に遭遇し大混乱!! 旅館女将に迫る巨悪の影を暴け!!」（2001年）
- 橋田琉美（コンビニ店員・恒夫の娘） - 岩崎ひろみ
- 橋田佐和子（老舗旅館「はし田」女将・恒夫の後妻・窓辺太郎の元同僚） - 石井苗子
- 戸田（ホテル「RENAISSANCE」オーナー） - 綾田俊樹
- 大塚（老舗旅館「はし田」番頭） - 江藤漢
- 黒川勝美（黒川興業 社長） - 菅田俊
- 成瀬敦夫（老舗旅館「はし田」顧問弁護士） - 伊藤俊人
- コンビニ客 - 根本博成
- 都築浩二（黒川の部下） - 賀川黒之助
- 中野（鳴門警察署 刑事） - 田中哲司
- 前田（鳴門税務署 署員） - 八木橋修
- 筒井和雄（桐野のバンド仲間） - 渡祐志
- 米子（ホテル「RENAISSANCE」仲居） - 小林千晴
- 警官 - 田村義晃
- 後藤（鳴門警察署 刑事） - 坂西良太
- 橋田恒夫（老舗旅館「はし田」主人） - 篠田薫
- 桐野武史（ロックバンドのメンバー・琉美の恋人） - 西岡竜一朗
- 釣り人 - 長江英和
- 住田敏夫（住田和装店 店主） - 坂上二郎

第8作「雪の札幌に渦巻く巨悪を暴け！盲目の少女を襲う恐ろしい罠…シリーズ最大のピンチを太郎は乗り切れるのか」（2002年）
- 尾形由希子（尾形の娘・交通事故で失明） - 越智静香
- 船津陽一（フリーター・由希子の恋人） - 高橋一生
- 沢井伸吾（検事・豊田の上司） - ダンカン
- 長崎（幸大建設札幌支社 経理課長） - 市川勇
- 中田（会計士） - 津田寛治
- アザミ（ショーパブ「ピンクパンサー」ママ） - 深沢敦
- 玉村（北海道札幌方面中央警察署 刑事） - 小林健
- ヨネ（窓辺トメの友人） - あき竹城
- 真鍋啓三（民自党北海道議会議員で現総理大臣の抵抗勢力とみられている織田派の息がかかった男・資産家で地元の名士） - 森山周一郎
- 梨田（北海道札幌方面中央警察署 刑事） - 石橋祐
- 豊田郁夫（札幌捜査検事） - 田中智也
- 鮫島崇之（民自党の大物代議士で最大派閥・織田派の幹部・不三建設と密接に繋がっている）
- マリー（ショーパブ「ピンクパンサー」新人ホステス） - 金山侑生
- 戸田稲子（未亡人） - 根岸季衣
- 尾形信夫（札幌税務署 統括官） - 秋野太作

第9作「離婚の慰謝料に税金はかかる？博多の海に渦巻く黒い欲望…国税局員が殺人容疑で逮捕！黙秘する男のアリバイを探せ」（2002年）
- 梶田浩一（博多国税局 査察部長・窓辺太郎の大学の同級生） - 峰岸徹
- 内村昭男（博多国税局 査察課長・窓辺太郎の大学の同級生） - 高橋長英
- 広田敬一（東京地検検事） - 神保悟志
- 梶田直子（梶田の妻） - 早瀬久美
- 梶田弘美（梶田と直子の娘・来月結婚予定） - 古川りか
- 西崎（福岡北警察署 刑事） - 武発史郎
- 中野（福岡北警察署 刑事） - 飯泉征貴
- 博多国税局 査察部員 - 若杉宏二
- 今井信介（民自党福岡県議会議員・赤松の元秘書） - 仲谷一志
- 内村早苗（内村の妻・癌で余命3ヶ月・若い頃に窓辺太郎に振られ内村と結婚した） - 阿木燿子
- 福岡市民病院 医師 - 川島宏知
- レポーター - 建部和美
- 中田（赤松の秘書） - 井上康
- 博多国税局 査察部員 - 藤田清二
- 川上秋江（理容師・川上の妻） - 重田千穂子
- 樋口（博多東税務署 統括官） - エド山口
- 金子邦茂（金子建設 社長） - ばってん荒川
- 赤松龍一朗（福岡出身の民自党衆議院議員・道路族で大黒建設と結託し九州と北海道に高速道路を作ることで私腹を肥やしてきた大物） - 沢本忠雄
- 野村（民自党の大物衆議院議員・民自党幹事長で赤松の背後にいる黒幕）
- 川上哲夫（理容師） - 尾藤イサオ

第10作「離婚の京都造り酒屋の社長が自殺？芸者と黒い手帳に隠された不正の罠」（2003年）
- 早川敏郎（京都国税局 査察部長・窓辺太郎の知り合い） - 西岡徳馬
- 早川聡美（京都東税務署 税務官・早川の娘） - 橘実里
- 吉原邦夫（京都東税務署 統括官） - 山崎一
- 坂口正一（坂口の長男） - 坂上忍
- 玉村勝江（置屋「葵」女将） - 正司歌江
- 高砂英二（京都国税局 査察官） - 田中哲司
- 船木雄二（京都府警京都南警察署 刑事） - 来須修二
- 月野亮二（柿崎の秘書） - 村杉蝉之介
- 甲田和雄（甲田幹夫の息子・民自党京都府議会議員の候補者） - 吉田朝
- 浦田（浦田酒造 社長） - 平澤洋爾
- 料亭「和月」仲居 - 真下有紀
- 長嶺銀次（長嶺酒造 社長） - 大村崑
- 冒頭の運転手 - 高見健
- 坂口信三（坂口酒造 社長・柿崎派の後援会長・森村真一郎が学生時代に下宿していた家の息子） - 山口嘉三
- 山野忠雄（山野の父） - 久保晶
- 山野（まんじゅう屋「山乃屋」主人） - 山西惇
- 佐藤頼子（達夫の妻） - 大島蓉子
- 佐藤達夫（佐藤製作所 社長） - 小倉久寛
- 橋本菊江（置屋「むらさき」の芸者「菊野」） - 杉本彩
- 甲田幹夫（京都府議会議員・民自党派閥 柿崎派に所属・甲田工業経営者）
- 柿崎和三郎（京都出身の民自党の大物衆議院議員・次期民自党幹事長候補で民自党派閥・柿崎派会長） - 中山仁

第11作「滞納した税の納税方法教えます！悪徳政治家に翻弄され引き裂かれた父娘！火の国熊本で太郎の怒りが爆発する」（2004年）
- 中村花恵（熊本県「福祉を考える会」及び老人ホーム「福寿園」副理事長・中村の娘） - 高橋かおり
- 笈田隆志（熊本中央税務署 署員・花恵の元恋人） - 大浦龍宇一
- 河内正造（熊本出身の民自党の大物衆議院議員・元民自党政策調査会長） - 長谷川哲夫
- 諸田洋介（河内の秘書） - 近江谷太朗
- 田沢仁志（熊本中央新聞 記者） - 曽根英樹
- 井上賢治（井上会計事務所の会計士・熊本国税局 元査察部長） - 大河内浩
- 田沢雪江（田沢の妻） - 岩本千春
- 藤井逸雄（熊本中央税務署 統括官） - 三井善忠
- 前田英夫（環境整備公団 熊本支部長） - 江上真吾
- 田沢雄一（田沢と雪江の息子） - 須賀健太
- 井上会計事務所の事務員 - 平山慶子
- 日進工業 社長 - 森喜行
- 山野建設 社長 - 池田武志
- 山岡きく（老人ホーム「福寿園」入園者） - 五月晴子
- 北川安治（北川製作所 社長） - モト冬樹
- 重村邦夫（重村商店 店主） - 松重豊
- 中村徳一（民自党熊本県議会議員・「福祉を考える会」及び「福寿園」理事長） - 小野寺昭

第12作「骨董鑑定に隠された罠 政財界の圧力で真実が闇へ葬られる…横領の真相を暴け 娘の無実の訴えに太郎が走る」（2005年）
- 唐沢百合子（古美術「唐籐庵」の鑑定師） - 秋本奈緒美
- 花菱孝一郎（花菱物産 社長・朔太郎の息子） - デビット伊東
- 田中義和（地方検察庁の検事） - 岡田浩暉
- 加藤（上田中央警察署 刑事） - 中根徹
- 殺し屋 - 奈良坂篤
- 松永俊之（花菱物産 経理課長） - 朝倉伸二
- 柳澤病院 看護師 - 渡辺杉枝
- 布団屋 - 藏内秀樹
- 鳥越啓介（民自党の大物衆議院議員・民自党幹事長・元内閣官房長官・花菱美術館 理事） - 寺田農
- 「週刊マンデー」記者 - 中脇樹人
- 大倉（上田中央警察署 刑事） - 岡田太郎
- 松永美弥子（敏之の妻） - 宮田早苗
- 松永容子（敏之と美弥子の娘） - 寉岡瑞希
- 松永フミ（敏之の母） - 岩本多代
- 花菱朔太郎（花菱物産 会長・財界の大物） - 石田太郎
- 馬場俊二（馬場貿易 社長） - 加藤茶

第13作「闇に葬られた証人…事件の鍵は京都に!? シリーズ最大の敵は政財界のドン 戦いの相棒は美人子持ち税務官!!」（2005年）
- 栗原史絵（京都東税務署 税務官） - 奥貫薫
- 鳥越数馬（鳥越観光と鳥越建設の社長・鳥越啓介の次男） - 小市慢太郎
- 花菱孝一郎（花菱物産 元社長・朔太郎の息子） - デビット伊東
- 田中義和（地方検察庁の検事） - 岡田浩暉
- 梅田正雄（京都国税局 査察部長・赤倉賢吾の同期） - 森下哲夫
- 三浦勝（京都第一銀行 頭取） - 大林丈史
- 中内（京都東税務署 統括官） - 六角精児
- 看護師 - 拓麻早希
- 西陣病院 医師 - 古郡雅浩
- 男B - 武井秀哲
- 民自党議員 - 鹿出俊之輔
- 鳥越啓介（京都出身の民自党幹事長・山川派の幹部） - 寺田農
- リポーター - 大塚和彦
- 関根（鳥越啓介の秘書） - 佐藤浩之
- 細野（日本観光事業連盟 会長） - 三矢家ゆうじ
- 公務店員 - 安永稔
- 金井誠二（民自党の大物衆議院議員・元民自党幹事長で山川派の幹部） - 浅沼晋平
- 菊地道夫（民自党京都府議会議員） - 大塚洋
- 栗原勇気（史絵と数馬の息子） - 村瀬継太
- 山川清之助（民自党の元内閣総理大臣で民自党最大派閥・山川派会長・政財界のドン） - 戸沢佑介
- 花菱朔太郎（花菱物産 元会長・故人） - 石田太郎
- 戸田勇三（民自党の大物衆議院議員・元民自党政策調査会長で民自党最大派閥・山川派の幹部） - 唐沢民賢
- 大村千重（大村豆腐店 女将） - 横山通乃
- 沢野（永輝堂 社長） - 島崎俊郎
- 中川（おでん屋台の主人・鳥越啓介の元秘書） - 小倉一郎

第14作「故郷の高知で殺人事件!! 渦中の人は幼なじみ!? タイムカプセルに隠された46年前の真実」（2006年）
- 箕輪寛治（丸山建設 専務・窓辺太郎の小学校時代の友達） - 平泉成（小学生：森優貴）
- 丹沢友梨香（手作り弁当「おふくろの味」主人・細井の婚約者） - 国分佐智子
- 村治徹（高知北税務署 署員） - 佐野泰臣
- 戸田秀雄（仙波の秘書） - 萬雅之
- 丸山（丸山建設 社長） - 竜川剛
- 細井達雄（高知市役所土木課 職員） - 白井圭太
- 花枝（窓辺太郎の小学校時代の友達・旧姓「野村」） - 大和なでしこ
- 良子（窓辺太郎の小学校時代の友達・旧姓「原」） - 呉恵美子
- 道子（窓辺太郎の小学校時代の友達・旧姓「水野」） - 千葉裕子
- 丸山建設 受付嬢 - 太田美恵
- 杉田健治（高知北税務署 統括官） - 荒木誠
- 丸山建設 社員 - 加藤満
- OL - 東岡亜美、坂本真衣、植栗留美、永田沙紀
- 宮田真一（窓辺太郎の小学校時代のいじめっ子） - 五十嵐真人
- 東本（高知中央テレビ 社員） - 波岡一喜
- 久保田利夫（矢田秋男の高校時代の親友） - 花井京乃助
- 細井雪枝（細井の母） - 大塚良重
- 岩田妙子（岩田の妻） - 増子倭文江
- 池上（和菓子屋「兎月堂」主人） - 徳井優
- 高松国税局 査察官 - 野口雅弘
- 仙波庄一郎（高知出身の民自党の大物衆議院議員・高知では建設族と呼ばれている） - 森次晃嗣
- 岩田勇吉（民自党高知県議会議員・窓辺太郎の小学校時代の友達） - 綿引勝彦（小学生：蒲地竜也）

第15作「シリーズ最大の裏切り!! 人情派太郎の苦悩…黒幕はあの部長!? 部下の謎の死、事件の鍵は日本海に」（2007年）
- 横溝英次（新潟国税局 査察部長） - 西田健
- 衣笠郁夫（帝都会計監査法人新潟事務所 職員・窓辺太郎の国税局時代の部下） - 井田國彦
- 衣笠啓子（衣笠の妻） - 筒井真理子
- 小沢（帝都会計監査法人新潟事務所 職員） - 綱島郷太郎
- 旅館「村上館」仲居 - 和泉ちぬ
- 広田敏夫（門脇商事 経理部長） - 矢嶋俊作
- 衣笠早智子（衣笠と啓子の娘） - 平泉季里子
- 峰山（帝都会計監査法人新潟事務所 理事長） - 渡辺寛二
- 金子（帝都会計監査法人新潟事務所 職員） - 吉藤健太郎
- アナウンサー - 山田透
- 高橋（門脇の秘書） - 辻義人
- 藤崎（新潟国税局 局員・衣笠の元部下） - 眞島秀和
- 和菓子店店主 - 石井愃一
- 門脇武雄（新潟出身の民自党の大物衆議院議員で民自党政策調査会長・次期内閣総理大臣候補で門脇グループの門脇商事・門脇建設・門脇運送のオーナー） - 升毅
- 越川陽造（門脇商事 社長） - 浜田晃

第16作「尾張名古屋に人情の涙…盗聴殺人に隠された真相…知りすぎた美人記者を狙う権力の罠」（2007年）
- 桑田美雪（愛知日報社会部 記者） - 木内晶子（幼少期：今泉野乃香）
- 小川秀一（民自党愛知県議会議員） - 中条きよし
- 大友行雄（愛知日報 編集長） - 中西良太
- 河合（名古屋南税務署 統括官） - 佐藤正宏
- 山口（自転車「山口サイクル」主人） - 笹野高史
- 磯田克己（名古屋国税局 査察部長） - 石山輝夫
- 増井（長部の秘書） - 島津健太郎
- 石井（小川の秘書・長部の元秘書） - 小原雅人
- 中村（小川の運転手） - 荒井隆人
- 田辺渉（田辺と町子の息子・城北病院 入院患者） - 伊澤征樹
- 桑田朋子（美雪の母・故人） - 桑田和美
- 大友（大友の妻） - 田村もとこ
- 矢田秋男の見合い相手（写真） - 小林きな子
- 田辺町子（田辺の妻） - 舟木幸
- 田辺進（愛知日報社会部 記者） - 佐伯新
- 桑田綾子（好誠堂書店 主人・美雪の祖母） - 正司照枝
- 長部和弘（名古屋出身の民自党の衆議院議員・道路族でかなりの大物） - 大門正明

第17作「休暇の宮崎旅行が一転！教育現場で大金が…闇に葬られた死体と告発！母子のために悪を斬る」（2008年）
- 池端直子（池端幼稚園 副園長・秀治と雪江の娘） - 河合美智子
- 池端雄冶（池端保育園 園長・直子の弟） - 高橋和也
- 藤倉孝道（藤倉経営コンサルティング 代表） - 乃木涼介
- 川内郁子（淳司の妻） - 水木薫
- 川内哲也（淳司と郁子の息子） - 川本貴則
- 池端秀治（池端幼稚園 前理事長・故人） - 花王おさむ
- 西森（医師） - 小沢日出晴
- 大橋静雄（宮崎国税局 査察部長） - 国枝量平
- 山口リサ（池端幼稚園 年少クラス主任） - 田口寛子
- 武上紗也（池端幼稚園 年中クラス主任） - 大網亜矢乃
- 刑事 - 中村圭太
- 中原（藤倉の部下） - 児玉貴志
- 宇津井（宮崎国税局査察部 局員） - 山中アラタ
- 柴田瞳（池端幼稚園 年長クラス副主任） - 中丸シオン
- 棚橋行男（啓華学園 理事長） - 津村鷹志
- 川内淳司（池端幼稚園 スクールバス運転手） - 有福正志
- 桜井（桜井ベーカリー 店主） - 斎藤暁
- 渋沢省吾（東都医科大学 学長） - 勝部演之
- 池端雪江（池端幼稚園 園長・秀治の妻） - 藤田弓子

第18作「浜松で一億円横領事件…社長は自殺!? 老舗料亭の父と息子の確執に太郎が見た涙の真相とは!!」（2009年）
- 柿山志帆（健介の妻・椿薫の親友） - 森口博子
- 織田陽平（遠州日報新聞社社会部 記者・健介の友人） - 大鶴義丹
- 柿山健介（柿山商事 社長） - 池田政典（少年期：荻原真治）
- 和菓子店「田月堂」主人 - 沼田爆
- 吉田敏弘（柿山商事 専務） - 吉満涼太
- 室井隆二（民自党静岡県議会議員） - 剛たつひと
- 菅野（浜松北税務署 統括官） - 森下能幸
- 中杉（名古屋国税局 査察官） - 野仲イサオ
- 野口（浜松北税務署 署員） - やなせさとる
- レポーター - 乱一世
- 岸田（浜松北税務署 署員） - 永田恵悟
- 浜松北総合病院 外科医 - 窪園純一
- 浜松北総合病院 産婦人科医 - 渡辺杉枝
- 柿山雄介（壮介の長男・故人） - 丸山隼
- 山瀬の秘書 - 加藤マサキ
- 警視庁世田谷南警察署 女性警察官 - 松金よね子
- 山瀬孝信（浜松出身の民自党の大物衆議院議員・次期民自党総裁候補・元農林水産省官僚でかなりの力を持つ実力者） - 原田大二郎
- 柿山壮介（料亭「柿山」主人・雄介と健介の父） - 高橋元太郎

第19作「加賀100万石の都・金沢にはびこる巨悪…謎の自殺と闇献金…粉飾決算に仕組まれた驚愕の真実を太郎が暴く」（2009年）
- 瀬戸敦司（瀬戸税理士事務所の税理士・金沢西税務署 元署員） - 温水洋一
- 桂木玲子（金沢西税務署 統括官・千葉の大学の後輩） - 川原亜矢子
- 千葉恒雄（民自党石川県議会議員・千葉商事 社長） - 長谷川朝晴
- 竹内昇（和菓子店「伸光堂」店主） - 穂積隆信
- 野崎邦夫（栄町商店街の野崎商店 店主・秋津の後援会長） - 水島涼太
- 中野（栄町商店街の喫茶店店主） - 小野了
- 森（栄町商店街の眼鏡屋） - 村松利史
- 古川（スーパーの店員） - 石沢徹
- 瀬戸健太郎（敦司の父・故人） - 世古陽丸
- 秋津の秘書 - 梨本泰生
- 殿村康彦（大幸ホールディングス 会長・経済界のトップを狙っている人物） - 関川慎二
- 田中（栄町商店街） - 谷川昭一朗
- 小平克己（若葉銀行金沢支店 貸付課長） - 武発史郎
- 下田（栄町商店街の魚屋） - 吉川裕朋
- 秋津修太郎（石川県出身の民自党の大物衆議院議員・次期民自党総裁に一番近いと言われている・元通商産業省政務次官） - 団時朗
- 野崎和江（野崎の妻） - 角替和枝
- 桂木文子（玲子の母） - 大森暁美

第20作「沖縄…基地問題の裏にはびこる最大の陰謀!! 悲しき母娘の為…太郎が巨悪と最終決戦!!」（2010年）
- 島袋由紀（タレント） - 黒川芽以
- 島袋博子（徳嶺水産 従業員・由紀の母） - 石野真子
- 喜納英一（経営コンサルタント） - 神保悟志
- 与那嶺清造（沖縄出身の民自党の大物衆議院議員・大臣経験者） - 鹿内孝
- 金城和夫（民自党沖縄県議会議員） - 河西健司
- 喜納雄二（フリーライター・英一の弟） - 平野貴大
- 比嘉裕久（黒川コーポレーション 社長） - ホリベン
- 黒田（由紀のマネージャー） - 田中護
- ニュースレポーター - 鈴木希依子
- 仲間（那覇中央税務署 統括官） - 肥後克広
- 中華料理「大陸」店主 - 桑野信義
- 島袋建興（漁師・由紀の祖父・博子の父） - 中村敦夫

#### 第21作 - 第35作（2010年 - 2020年）
第21作「太郎が税務署をクビになり、派遣村へ!? 杜の都・仙台で窓際太郎が悪を斬る!!」（2010年）
- 石塚幹夫（元国土交通省職員） - 中本賢
- 伊藤寛人（東京地検検事・元商社マン） - 相島一之
- 石塚栄子（石塚の妻・仙台記念病院 入院患者） - 岡まゆみ
- 石塚真理（石塚と栄子の娘） - 鈴木あきえ
- 峰子（地方都市開発機構 職員） - 大島蓉子
- 柴岡建設の現場監督 - 竹田高利
- 佐々木信夫 - 岡安章介
- 東義朗（果物屋店主・文子の夫） - 岸博之
- 柴岡泰二（柴岡建設 社長） - 田窪一世
- 香川敏郎（失業者救済センター「オアシス」寮長） - 大浜直樹
- 細野克己（栄子の弟） - 若松俊秀
- 足立昭信（宮城日報 記者） - 潮見諭
- 河合祐子（地方都市開発機構 職員） - 奥村友美
- 三村雄二（財務省キャリア・真理の婚約者） - 相馬圭祐
- 戸田（地方都市開発機構 職員） - 小林真弥
- 菱川の運転手 - 鈴木アキノフ
- 滝沢の秘書 - 井上雅稀
- 山田（失業者救済センター「オアシス」スタッフ） - 田村義晃
- 早川民夫（独立行政法人「仙台記念病院」理事長・元厚生労働省事務次官）
- 菱川三夫（失業者救済センター「オアシス」理事長・元国土交通省事務次官） - 大河内浩
- 東文子（果物屋女将） - 岡本麗
- 滝沢洋介（仙台出身の民自党の大物衆議院議員・元国土交通大臣・官僚族） - 上田耕一

第22作「ワイナリー相続を巡る隠し子騒動と飛び降り自殺？陰に大物政治家の欲と陰謀が！引き裂かれた母子の絆を取り戻せ」（2011年）
- 北見亜希子（日宝運送のトラック運転手・元ホステス・智之の元恋人） - 鈴木蘭々
- 成瀬久子（智之の妻） - 北原佐和子
- 首藤三穂（甲府西税務署 税務官） - 渋谷飛鳥
- 成瀬則之（民自党山梨県議会議員・智之の兄） - 木下ほうか
- 北見勇太（智之と亜希子の息子・智之の認知した子） - 岡田蒼生（ジャニーズJr.）
- 成瀬智之（成瀬ワイナリー 主人・心臓発作で死亡） - 駿河太郎
- 北見絹江（亜希子の母） - 福井裕子
- 永田恵子（そば処「やぬ善」女将・永田の妻） - 川俣しのぶ
- 成瀬善之（則之と智之の父・森村真一郎の友人・故人） - 遠藤たつお
- 細田祐二（非営利の政策シンクタンク「改革日本」政策ディレクター・政府の事業仕分け担当） - 斎藤勉
- 冒頭の出前 - 松井武士
- 吉本（甲府西税務署 統括官） - 橋沢進一
- 栗原の秘書 - 下川真矢
- 村越初男（成瀬ワイナリー 番頭・三穂の叔父） - 綾田俊樹
- 永田（そば処「やぬ善」店主） - つまみ枝豆
- 栗原陽一（甲府出身の民自党の大物衆議院議員） - 津嘉山正種

第23作「京都で見つけた初恋の面影!? 純粋な心を踏みにじる悪党を太郎が斬る!!」（2011年）
- 元村早苗（財務省から国税庁長官官房室に出向中の監察官・別名「鬼姫」） - 菊川怜
- 元村幸喜（京都出身の民自党の大物衆議院議員・次期民自党総裁候補・元政務官・別名「貴船の鬼」と言われている・早苗の父） - 長谷川初範
- 高槻拓郎（福井出身の民自党の大物衆議院議員） - 内田勝正
- 阿部（阿部産業 社長） - なべおさみ
- 宅間史雄（元村の第二秘書・早苗の従兄） - 青木伸輔
- 山本次郎（国税庁監察官） - 吉見一豊
- 宮川洋次（京都洛東税務署 統括官） - 阪田マサノブ
- 相沢聡美（矢田秋男の彼女） - 阪田瑞穂
- 高槻の秘書 - 加藤マサキ
- 根来克己（京都市役所土木課 課長・史雄の高校の同級生） - 大窪晶
- 元村の秘書 - 高橋新太郎
- 金井達夫（倉貫工務店 社長） - 加藤満
- 宅間寿々子（史雄の母・元村の姉） - 丘みつ子

第24作「窓際太郎は長崎へ！伝統工芸の長崎チロリを守るため、太郎が悪を斬る!!」（2012年）
- 岩永麻衣（長崎山手税務署 税務官・克己と清子の娘） - 南沢奈央（幼少期：三好杏依）
- 前島鶴子（窓辺太郎の小学校時代の恩師） - 南沢奈央
- 岩永克己（長崎ちろり職人・商工会副会長） - 天宮良
- 浦沢郁美（浦沢インベストメント 代表） - 東風万智子
- 岩永清子（克己の妻・12年前病死） - 岡田理江
- 松浦（長崎山手税務署 統括官） - 吉永秀平
- 池田（長崎機革 社長） - 信太昌之
- 田中（田中の息子） - にわつとむ
- ドナルド・フォックス（熱田電子科学工業 社長） - マーク・チネリー
- 峰栄作（民自党長崎県議会議員） - 赤塚真人
- 田中（田中薬局 店主） - 高松しげお
- 笹塚恭司（長崎出身の民自党の大物衆議院議員） - 嶋田久作

第25作「楽しい九州旅行が一転!? 心臓移植を待つ子の悲痛な叫び！不正の影？太郎が大人の嘘を斬る!!」（2013年）
- 福留絵里奈（鹿児島中央税務署 税務官） - 平野綾
- 福留清子（天然玄米黒酢「福留酢醸造場」社長・絵里奈の母） - 古村比呂
- 松元雪江（邦夫の妻・敬子の母） - 仁科亜季子
- 徳重正雄（福留酢醸造場 従業員） - 正名僕蔵
- 松元邦夫（福留酢醸造場 番頭・敬子の父） - 木場勝己
- 大矢栄一（民自党の大物衆議院議員・日本の臓器移植を推進する会の会長） - 中田博久
- 鮫島智子（肉屋） - 小林綾子
- 山本陽一（常盤総合医療 総務部長） - 渋谷哲平
- 河原大輔（常盤総合医療情報管理室 主任） - 金子裕
- 河原敬子（河原の妻） - 川村亜紀
- 河原篤（河原と敬子の息子・鹿児島市立病院 入院患者） - 石田竜輝
- 前園（鹿児島中央税務署 統括官） - 矢崎文也
- 融資課長 - 高草量平
- 鹿児島市立病院 医師 - 渡辺杉枝
- 「鶴岡ハイツ」204号室の入居者 - 小豆畑雅一

第26作「倉敷の街でひき逃げ殺人!? 息子の夢を叶えて！高校球児と母の想いを裏切った悪い奴に痛快倍返し」（2014年）
- 妹尾明日香（倉敷東税務署 署員・倉敷実業高校 元野球部マネージャー） - 島谷ひとみ
- 星島初子（岡山銀行倉敷支店 派遣行員・拓朗の母） - 烏丸せつこ
- 羽田幹夫（プロ野球「広島カブス」スカウト部 部長） - 田中要次
- ラーメン屋女将 - 研ナオコ
- 福武勇雄（ジーンズ工房 店主・明日香の叔父） - 山崎銀之丞
- ラーメン屋店主 - 鈴木正幸
- 星島拓朗（倉敷実業高校 野球部投手） - 渡辺凱
- 柿本一志（倉敷実業高校 野球部投手） - 高畑裕太
- 菊川（ジーンズショップ「婆羅門」店主） - 勝信
- 中田英康（倉敷実業高校 野球部監督） - 大久保運
- 重田勝行（野池建設 社長） - 川屋せっちん
- 河本（倉敷東税務署 統括官） - 高越昭紀
- 記者 - 岩田翼
- 山村政史（あすか銀行 システムエンジニア） - 伊藤仁
- 大賀の秘書 - 山口幸志
- 柿本澄夫（岡山銀行倉敷支店長・一志の父） - 新井康弘
- 難波弘文（民自党岡山県連幹事長） - 清水昭博
- 大賀啓造（倉敷出身の民自党の大物衆議院議員・民自党岡山県連会長） - 六平直政

第27作「日本の土地と農業が危ない!? 北海道を舞台に太郎が大暴れ！外国人に土地を売る農民たちを苦悩から救え！」（2014年）
- 田上悠（札幌税務署由仁支所 署員） - 高部あい
- 鈴木栄太（啓弌と苗子の息子・斉藤裕美子の幼馴染・無職） - 金井勇太
- 鈴木苗子（啓弌の妻） - 赤司まり子
- 吉本（札幌税務署由仁支所 統括官） - 田中護
- 木村紀夫（太平洋土地開発 札幌支店長） - 中野英樹
- 佐藤（農家） - 関時男
- 由仁町役場 職員 - 坂俊一
- トウモロコシ畑の主人 - 平尾仁
- 水原の秘書 - 倉田昭二
- 竹子（婦人会） - 菅原光季子
- 田中（レストラン「Don Don」主人） - 梨本謙次郎
- 浦部貞雄（民自党北海道議会議員） - せんだみつお
- 水原健司（北海道出身の民自党の大物衆議院議員・元農林水産大臣） - 片桐竜次
- 鈴木啓弌（大西牧場 経営者・高橋光男の友人） - 尾藤イサオ

第28作「福岡の美しい科学者が狙われた!? トクホ認定に潜む罠と涙の姉弟愛…太郎が命懸けで巨悪対決」（2015年）
- 瀬戸尚美（中洲健康食品 研究員・達也の姉） - 中山エミリ
- 姫川祥吾（厚生労働省事務次官・阿武隈の懐刀で各省庁に強い影響力を持ち、並の衆議院議員では太刀打ちできない権力を持っている） - 松村雄基
- 権藤克己（福岡出身の民自党の大物衆議院議員） - 倉石功
- 瀬戸達也（博多城南税務署 税務官） - 一色洋平
- 岸俊夫（日本ウェルネスライフ 研究員・尚美の大学の同期） - 山中崇
- 横山（錦中央工業 社長） - 千葉哲也
- 佐藤（佐藤精肉店 店主） - 黒部幸英
- 野村良治（中州健康食品 社長） - 清水一彰
- 峰子（丸万食堂 店主・尚美と達也の叔母） - 松本じゅん
- 山内（博多城南税務署 統括官） - 佐渡稔
- 国税局査察官 - 中野剛
- 依井勝（消費者庁食品表示課長）
- 権藤の秘書 - 出口高司
- 姫川（姫川の母） - 平田京子
- 錦中央工業 従業員 - 長勲、沼尾義彦
- 査察官 - 植田恭平
- 看護師 - 杉浦芳理
- アナウンサー - 建部和美、宮島岳史
- 護衛 - 古口拓也
- 阿武隈晋介（現内閣総理大臣・民自党総裁で元厚生労働大臣・巨大な権力を持つ黒幕） - 竜雷太（特別出演）

第29作「奈良に立ち込めた暗雲。伝統と発展の狭間で揺れるロミオとジュリエット。善人の仮面を被った悪魔の手から太郎は古都を救えるのか！」（2015年）
- 乾健太郎（奈良観光開発協会 理事・葛粉商「乾本家」店主） - 田中健
- 武藤悠子（小料理「ゆう」店主・良介の姉） - 生田智子
- 乾万里子（奈良春日野税務署 署員・乾の娘） - 原幹恵
- 真島良介（観光庁観光地域振興課 職員・万里子の恋人） - 佐藤アツヒロ
- 土産物屋「福泉堂」店主 - 佐藤蛾次郎
- 塩見大輔（ステーキハウス「バファロー」店主） - スギちゃん
- 柿田清二（民自党京都府議会議員） - 藤堂新二
- 南田（奈良春日野税務署 統括官） - 深沢敦
- 上原道男（国土交通省 事務官） - 中西陽介
- 玉井啓信（奈良出身の民自党の大物衆議院議員・元国土交通大臣） - 横光克彦
- 辰巳晋吉（小料理「ゆう」板前） - 大西武志

第30作「文科省から極秘文書を持ち出したのは親友の息子だった！そこに現れる謎の調査官。巨大競技場建設に隠された陰謀とは?!」（2016年）
- 庄田克之（庄田工業 社長・周作の父・窓辺太郎の大学時代の同期） - 山本圭
- 殿山一郎（民自党の大物衆議院議員・内閣府特命担当大臣・元復興庁政務官） - 渡辺哲
- 堂島鉄工所 社長 - ビートきよし
- 和菓子屋店主 - 西山浩司
- 和菓子屋店主の妻 - 阿南敦子
- 服部（毎朝新聞 社員） - 玉置孝匡
- 永沢幹夫（周作の同級生・外苑前アパートの住人） - 木原勝利
- 内藤（キャピタルテレビ 報道プロデューサー） - 菊池均也
- 中島邦夫（窓辺家の地主の息子） - 山本直輝
- 庄田周作（「文科省オリンピック・パラリンピック課」職員） - 土田卓（幼少期：荒井雄斗）
- 神谷昇（フリーライター） - 稲荷卓央
- 殿山の部下 - 中村嘉夫、宮田博一、松井武士
- 庄田（庄田の妻・7年前死亡） - 水沢朋美
- 鎌倉の老人（政界の黒幕） - 藤木孝
- 民自党議員 - おかやまはじめ

第31作「下関うず潮に消えた愛…フグの街で政治家が謎の転落死 カギ握る18歳美少女を巨悪から守れ！太郎が毒をもって毒を制す」（2016年）
- 大越悠（下関南警察署刑事第一課 刑事・市原の高校の同級生） - 矢田亜希子
- 武藤剛（山口出身の民自党の大物衆議院議員） - 大和田伸也
- 津島沙奈（家出少女） - 坂ノ上茜
- 松下正三（現職の下関市長・次期下関市長選挙候補者・民自党推薦） - 井上純一
- 浅間恒彦（松下の市長選対立候補者） - 水沢駿
- 丸山（下関市立市民病院 看護師） - 広岡由里子
- 鎌田泰夫（下関南警察署 刑事一課長） - 佐藤誓
- 藤森敏夫（武藤の私設秘書） - 関幸治
- 市原卓雄（山口県下関市議会議員） - 倉田昭二
- テツヤ（ホスト） - 広瀬斗史輝
- 下関西税務署 統括官 - 小路さとし
- 大越修人（悠の息子・サッカー少年） - 谷天翔
- 森（サッカーのコーチ・沙奈の知り合い） - 髙橋里恩
- 伊丹不動産のおばちゃん - 高間智子
- 「託児所ぺんぎん」職員 - 小林美萌
- 山田美穂（ホテルフロント） - 東岡亜美
- 会社員 - 三角園直樹
- TBSラジオのスタッフ - 松浦慎一郎、豊永真紀
- ビザの移動販売車店員 - 三浦康彦
- 下関南警察署刑事第一課 刑事 - 安永稔
- 毒蝮三太夫（ラジオパーソナリティ） - 毒蝮三太夫（本人役）

第32作「紀州和歌山に不正の陰？内部告発をしようとした市役所職員が行方不明に！ひとり事件を追う娘と気力を失った税務署員。太郎の正義は和歌山を救えるか！」（2017年）
- 寺林信彦（和歌山城南税務署個人課税課第二部門 署員） - 岡本信人
- 西野明日香（和歌山まちかどケーブルテレビ ディレクター・西野の次女） - 福田沙紀（幼少期：根本真陽）
- 西野今日子（時田の秘書・西野の長女・明日香の姉） - 白羽ゆり（少女期：内田愛）
- 魚屋の店主 - 井手らっきょ
- 魚屋の店員 - 把瑠都
- 若山（兄） - 中村有志
- 若山（弟） - 住田隆
- 岩岡隆一（和歌山城南市 民自党市議会議員） - 永岡佑
- 西野輝明（和歌山城南市役所総務部公共施設管理課 元係長・10年前から行方不明） - 新田純一
- 矢沢英博（和歌山城南市役所総務部公共施設管理課 元職員・西野の元部下・無職） - 池原猛
- 田中（刑事） - 山本まなぶ
- 卯月寅之助（卯月運輸 社長） - 清郷流号
- 杉崎巌雄（和歌山まちかどケーブルテレビ 社員・明日香の上司） - 難波圭一
- 佐藤（刑事） - 無法松
- 和歌山城南市民病院 看護師長 - 丸岡真由子
- 和歌山まちかどケーブルテレビ カメラマン - 井俣太良
- 吉沢邦久（和歌山城南税務署 総括官） - 齋賀正和
- 白川のボディーガード - 津村雅之、輝龍
- 時田宗康（和歌山城南市 民自党市議会議員） - 桜木健一
- 白川幸次郎（民自党の大物衆議院議員） - 斉木しげる

第33作「みちのく盛岡で太郎の思い出が踏みにじられた！大病院と悪徳政治家の癒着！固く心を閉ざす人々の真意は石割桜だけが知っていた！今宵も太郎の鉄槌が下る！」（2018年）
- 筒井志保（筒井の妻） - 床嶋佳子
- 田丸善次郎（盛岡出身の民自党の大物衆議院議員・厚生労働大臣候補者） - 小松政夫
- 筒井美里（岩手のご当地アイドル「いーはとーぶ」マネージャー・筒井と志保の娘） - 水沢エレナ
- 筒井大輔（筒井病院 院長） - 三浦浩一
- 樫村陽介（筒井病院 事務局長） - 奥田達士
- 筒井紘一（筒井病院 医師・筒井と志保の息子） - 大下源一郎
- 光江（盛岡北上税務署 統括官） - 宍戸美和公
- 峰山みどり（筒井病院 看護師長） - 山下裕子
- さとう青果の店主と妻 - 須間一也、舟木幸
- 前畑由香（筒井病院 看護師） - 西川可奈子
- 南部ゆかり（わんこそば屋「東家」店員） - 笠木泉
- 田中（じゃじゃ麺「白龍」女将） - 畑中美耶子
- こはる（岩手のご当地アイドル「いーはとーぶ」リーダー） - 山木コハル
- しおり（岩手のご当地アイドル「いーはとーぶ」メンバー） - 犬塚しおり
- ゆうか（岩手のご当地アイドル「いーはとーぶ」メンバー） - 髙村優香
- 景浦（田丸の秘書） - 小橋正佳
- 三枝康則（厚生労働省職員） - 蒼井晶
- 内閣情報調査室 主任調査官 - 芹沢礼多
- 及川（岩手県警 刑事） - 工藤潤矢
- 田丸の部下 - 松浦俊秀
- 東太郎（わんこそば屋「東家」店主） - 新沼謙治
- 有川文正（ビルのオーナー・税務相談者） - クリス松村

第34作「何が真実なのか?! 世にあふれるフェイクニュース！美しい琵琶湖の水がスキャンダルで汚されようとしている！命を懸けた太郎の戦いの結末は如何に?!」（2018年）
- 樋口直美（大津びわ湖税務署 署長） - 南野陽子
- 緑川弘樹（国税庁長官・直美の元上司） - 矢島健一
- 徳永香苗（大津びわ湖税務署 若手職員） - 久田莉子
- 西脇俊哉（大津びわ湖税務署 統括官） - 樋渡真司
- 商店街店主 - 佐伯新、宮地大介
- 塩谷芳樹（週刊芸衆 編集長） - 湯江タケユキ
- 寺本満（大津びわ湖税務署 職員） - 篠田光亮
- 樋口哲也（クロスアーク設計事務所設計部 社員・直美の息子） - 菅原健（少年期：岡部雄平）
- 橋詰孝仁（畿内建設 常務） - 土平ドンペイ
- 倉貫（ジャーナリスト） - 安部賢一
- 谷口重信（京都国税局 総務部長） - 酒井康行
- カフェ「ヴュルツブルクハウス」オーナー - 文山永京
- 橋詰の部下 - 中村嘉夫
- 藤岡の側近 - 玉寄兼一郎
- 刑事 - 矢崎文也
- 雑貨店の妻 - 清水ミチコ
- 雑貨店の夫 - 古澤巌（少年期：豊島青空）
- 藤岡正直（民自党の大物衆議院議員・数々の大臣を歴任する中で政財界に黒い人脈を築いてきた大物） - 伊武雅刀

第35作「待望の新作！シリーズ第35弾！舞台は沖縄・宮古島。開発か…自然保護か…開発工事を巡る島民対立の裏に不正の影！島に残る「美女マムヤの伝説」と事件の関係は？」（2020年）
- 高梨浩平（ダイビングインストラクター） - 中山優馬
- 藤波千晶（宮古島観光協会職員） - 矢作穂香
- 赤塚俊三郎（民自党宮古島市議会議員） - 今井朋彦
- 蓑田信子（東京環境科学大学・准教授） - 黒坂真美
- 鳥山久志（惣菜店の跡取り） - ダンディ坂野
- 来間敏正（来間建設 社長） - 勝矢
- 滝山文也（森村の元部下） - 井上康
- 宮国（宮古島中央警察署 刑事） - 及川いぞう
- 大熊雄之助（環境省や国交省に影響力がある民自党の大物衆議院議員） - 本田博太郎

## スタッフ
- 脚本 - 土屋斗紀雄（第1作 - 第11作）、倉成柊一郎（第12作 - 第22作）、土屋六郎（第23作 - 第30作）、岡本貴也（第31作）、深沢正樹（第32作 - ）
- 演出 - 岡島明（第1作）、中山史郎（第2作 - 第5作・第7作 - 第21作）、西本淳一（第6作）、山﨑康生（第22作 - ）
- 編成担当 - 寺島麻由（第18作）、谷澤美和（第19作）、高橋正尚（第20作・第21作）、永山由紀子（第22作 - 第30作）、藤岡繁樹（第23作 - 第25作）、石橋孝之（第31作 - 第33作）、中島啓介（第34作）
- 技術協力 - 東通、サンライズアート、メディアハウスサウンドデザイン
- 美術協力 - フジアール
- 編集・MA - 映広
- プロデューサー - 大川博史 (Joker)、遠藤宗一（BS-TBS / 第35作）
- 製作 - TBS（第1作 - 第34作）、BS-TBS（第35作）、Joker

## 放送日程
- 放送日は初回放送日
- 第35作はBS-TBS開局20周年を記念し、シリーズ初となるピュア4Kで制作、BS-TBSとBS-TBS 4Kで同時放送する。

| 話数 | 放送日         | サブタイトル | 脚本       | 監督     | 視聴率 |
| ---- | -------------- | --- | ---------- | -------- | ------ |
| 1    | 1998年06月08日 | 脱税のトリックすべて暴きます 元マルサの男が挑む伊豆不倫連続殺人事件                                                                               | 土屋斗紀雄 | 岡島明   | 17.3%  |
| 2    | 1999年02月15日 | 冬の金沢殺人事件・節税の裏ワザ教えます！5年前の脱税疑惑の嘘を暴け                                                                                 | 土屋斗紀雄 | 中山史郎 | 16.5%  |
| 3    | 6月21日        | 正しい遺言相続教えます！ついに太郎が政界にメスを入れるため神戸へ                                                                                  | 土屋斗紀雄 | 中山史郎 | 19.2%  |
| 4    | 2000年02月28日 | 相続税が安くなる方法教えます 資産家殺しの狙いは膨大な遺産!?                                                                                       | 土屋斗紀雄 | 中山史郎 | 19.8%  |
| 5    | 7月03日        | 孫の貯金を使うと贈与税が掛かる？函館で起きた警察署経理課長の不審な自殺！ お見合いをした太郎が国税局に大反乱を起こした                             | 土屋斗紀雄 | 中山史郎 | 17.6%  |
| 6    | 2001年02月05日 | 元部下だった査察官が大阪で殺された！警察も捜査しない闇事件の裏に何がある？ 私腹を肥やす政治家の悪事を暴け！                                       | 土屋斗紀雄 | 西本淳一 | 16.0%  |
| 7    | 6月11日        | 徳島県鳴門温泉―太郎&母トメの珍道中…が一転、連続殺人に遭遇し大混乱!! 旅館女将に迫る巨悪の影を暴け!!                                                | 土屋斗紀雄 | 中山史郎 | 19.4%  |
| 8    | 2002年01月14日 | 雪の札幌に渦巻く巨悪を暴け！盲目の少女を襲う恐ろしい罠… シリーズ最大のピンチを太郎は乗り切れるのか                                                | 土屋斗紀雄 | 中山史郎 | 18.4%  |
| 9    | 12月23日       | 離婚の慰謝料に税金はかかる？博多の海に渦巻く黒い欲望… 国税局員が殺人容疑で逮捕！黙秘する男のアリバイを探せ                                        | 土屋斗紀雄 | 中山史郎 | 17.5%  |
| 10   | 2003年05月19日 | 離婚の京都造り酒屋の社長が自殺？芸者と黒い手帳に隠された不正の罠                                                                                  | 土屋斗紀雄 | 中山史郎 | 19.3%  |
| 11   | 2004年02月23日 | 滞納した税の納税方法教えます！悪徳政治家に翻弄され引き裂かれた父娘！ 火の国熊本で太郎の怒りが爆発する                                             | 土屋斗紀雄 | 中山史郎 | 19.0%  |
| 12   | 2005年01月10日 | 骨董鑑定に隠された罠 財政界の圧力で真実が闇へ葬られる… 横領の真相を暴け 娘の無実の訴えに太郎が走る                                                | 倉成柊一郎 | 中山史郎 | 18.6%  |
| 13   | 9月26日        | 闇に葬られた証人…事件の鍵は京都に!? シリーズ最大の敵は財政界のドン 戦いの相棒は美人子持ち税務官!!                                                 | 倉成柊一郎 | 中山史郎 | 15.4%  |
| 14   | 2006年08月21日 | 故郷の高知で殺人事件!! 渦中の人は幼なじみ!? タイムカプセルに隠された46年前の真実                                                                  | 倉成柊一郎 | 中山史郎 | 17.1%  |
| 15   | 2007年01月08日 | シリーズ最大の裏切り!! 人情派太郎の苦悩…黒幕はあの部長!? 部下の謎の死、事件の鍵は日本海に                                                         | 倉成柊一郎 | 中山史郎 | 16.6%  |
| 16   | 10月01日       | 尾張名古屋に人情の涙…盗聴殺人に隠された真相… 知りすぎた美人記者を狙う権力の罠                                                                     | 倉成柊一郎 | 中山史郎 | 17.0%  |
| 17   | 2008年09月08日 | 休暇の宮崎旅行が一転！教育現場で大金が… 闇に葬られた死体と告発！母子のために悪を斬る                                                              | 倉成柊一郎 | 中山史郎 | 15.6%  |
| 18   | 2009年04月20日 | 浜松で一億円横領事件…社長は自殺!? 老舗料亭の父と息子の確執に太郎が見た涙の真相とは!!                                                              | 倉成柊一郎 | 中山史郎 | 13.9%  |
| 19   | 10月12日       | 加賀100万石の都・金沢にはびこる巨悪…謎の自殺と闇献金… 粉飾決算に仕組まれた驚愕の真実を太郎が暴く                                                  | 倉成柊一郎 | 中山史郎 | 14.0%  |
| 20   | 2010年3月22日  | 沖縄…基地問題の裏にはびこる最大の陰謀!! 悲しき母娘の為…太郎が巨悪と最終決戦!!                                                                     | 倉成柊一郎 | 中山史郎 | 12.9%  |
| 21   | 2010年11月01日 | 太郎が税務署をクビになり、派遣村へ!? 杜の都・仙台で窓際太郎が悪を斬る!!                                                                           | 倉成柊一郎 | 中山史郎 | 14.3%  |
| 22   | 2011年06月27日 | ワイナリー相続を巡る隠し子騒動と飛び降り自殺？陰に大物政治家の欲と陰謀が！ 引き裂かれた母子の絆を取り戻せ                                         | 倉成柊一郎 | 山﨑康生 | 14.7%  |
| 23   | 12月19日       | 京都で見つけた初恋の面影!? 純粋な心を踏みにじる悪党を太郎が斬る!!                                                                                 | 土屋六郎   | 山﨑康生 | 12.8%  |
| 24   | 2012年11月12日 | 窓際太郎は長崎へ！伝統工芸の長崎チロリを守るため、太郎が悪を斬る!!                                                                                | 土屋六郎   | 山﨑康生 | 11.5%  |
| 25   | 2013年07月15日 | 楽しい九州旅行が一転!? 心臓移植を待つ子の悲痛な叫び！ 不正の影？太郎が大人の嘘を斬る!!                                                            | 土屋六郎   | 山﨑康生 | 14.2%  |
| 26   | 2014年2月24日  | 倉敷の街でひき逃げ殺人!? 息子の夢を叶えて！ 高校球児と母の想いを裏切った悪い奴に痛快倍返し                                                        | 土屋六郎   | 山﨑康生 | 14.0%  |
| 27   | 2014年07月28日 | 日本の土地と農業が危ない!? 北海道を舞台に太郎が大暴れ！ 外国人に土地を売る農民たちを苦悩から救え！                                                | 土屋六郎   | 山﨑康生 | 8.5%   |
| 28   | 2015年01月26日 | 福岡の美しい科学者が狙われた!? トクホ認定に潜む罠と涙の姉弟愛…太郎が命懸けで巨悪対決                                                              | 土屋六郎   | 山﨑康生 | 11.4%  |
| 29   | 7月20日        | 奈良に立ち込めた暗雲。伝統と発展の狭間で揺れるロミオとジュリエット。 善人の仮面を被った悪魔の手から太郎は古都を救えるのか！                       | 土屋六郎   | 山﨑康生 | 9.4%   |
| 30   | 2016年04月11日 | 文科省から極秘文書を持ち出したのは親友の息子だった！ そこに現れる謎の調査官。巨大競技場建設に隠された陰謀とは?!                                   | 土屋六郎   | 山﨑康生 |        |
| 31   | 12月12日       | 下関うず潮に消えた愛…フグの街で政治家が謎の転落死 カギ握る18歳美少女を巨悪から守れ！太郎が毒をもって毒を制す                                      | 岡本貴也   | 山﨑康生 | 10.0%  |
| 32   | 2017年05月08日 | 紀州和歌山に不正の陰？内部告発をしようとした市役所職員が行方不明に！ ひとり事件を追う娘と気力を失った税務署員。太郎の正義は和歌山を救えるか！     | 深沢正樹   | 山﨑康生 | 9.5%   |
| 33   | 2018年3月5日   | みちのく盛岡で太郎の思い出が踏みにじられた！大病院と悪徳政治家の癒着！ 固く心を閉ざす人々の真意は石割桜だけが知っていた！今宵も太郎の鉄槌が下る！ | 深沢正樹   | 山﨑康生 | 11.1%  |
| 34   | 8月06日        | 何が真実なのか?! 世にあふれるフェイクニュース！ 美しい琵琶湖の水がスキャンダルで汚されようとしている！ 命を懸けた太郎の戦いの結末は如何に?!       | 深沢正樹   | 山﨑康生 |        |
| 35   | 2020年12月06日 | 美しき地上の楽園 宮古島に渦巻く陰謀!? マムヤ…？ 謎の言葉を残して殺された男！ 翻弄される心 誰も信じられない 島の運命は太郎に託された!!             | 深沢正樹   | 山﨑康生 |        |

- 視聴率はビデオリサーチ調べ、関東地区・世帯

## その他
- 作品中、窓際太郎を含む個人課税部門の職員が国税滞納者の納税相談や納付催告を行っているが、実際には税務署内の徴収部門及び管理運営部門の職員の仕事であるため、個人課税部門の職員が納税相談や納付催告を行うことは原則ない。

## 放送局
- TBSテレビ（新作）および（再放送）
- JNN各局（新作）および（再放送）
- BS-TBS（2020年新作）および（再放送）
- TBSチャンネル（再放送）